# Miss World 2009
| Data:                | 12 grudnia 2009                     |
| Kraj:                | Południowa Afryka                   |
| Miasto:              | Johannesburg                        |
| Gala finałowa:       | Gallagher Convention Centre         |
| Liczba uczestniczek: | 112                                 |
| Zwyciężczyni:        | Kaiane Aldorino, Gibraltar          |
| Poprzedniczka:       | Ksienija Suchinowa, Rosja           |
| Następczyni:         | Alexandria Mills, Stany Zjednoczone |
| -------------------- | ----------------------------------- |

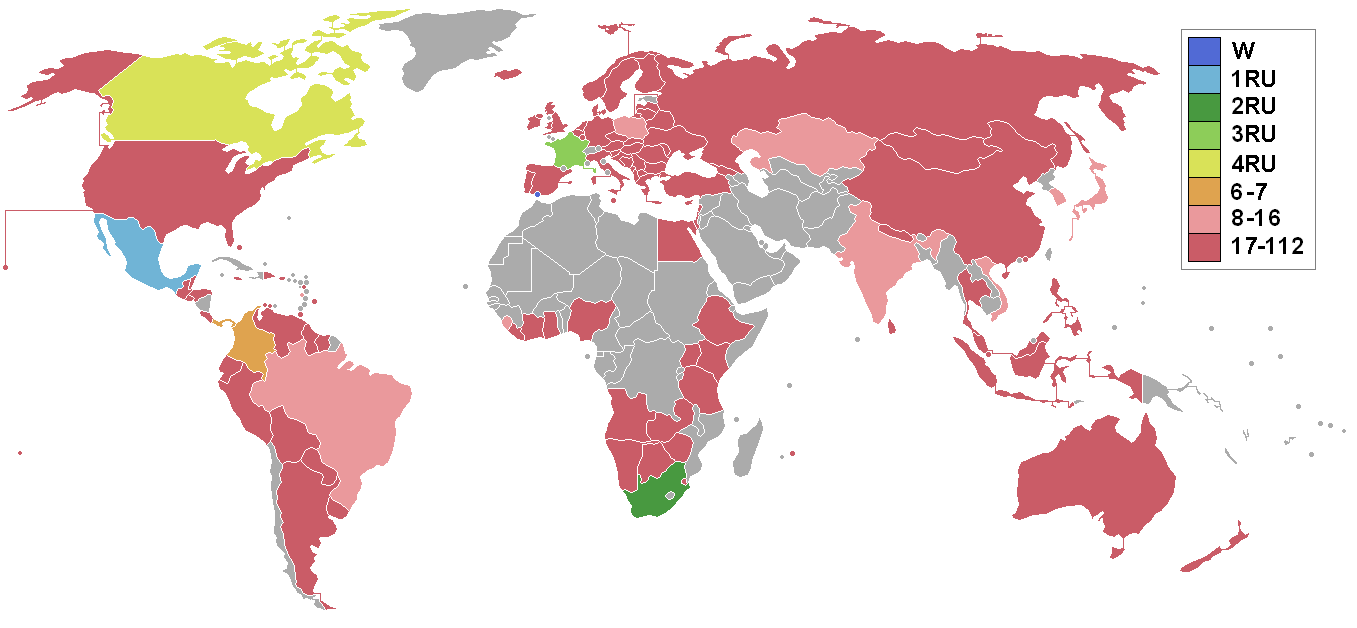
Kraje i terytoria, które wysłały delegatów oraz zajęte miejsce.

Miss World 2009 – 59. wybory najpiękniejszej kobiety świata. O koronę i tytuł Miss World 2009 walczyło 112 uczestniczek z całego świata. Gala finałowa odbyła się 12 grudnia 2009 w Johannesburgu w Południowej Afryce. Zwyciężyła reprezentantka Gibraltaru, Kaiane Aldorino.

## Wyniki

### Miejsca
| Wyniki finału   | Uczestniczka |
| --------------- | --- |
| Miss World 2009 | - Gibraltar – Kaiane Aldorino |
| 1. wicemiss     | - Meksyk – Perla Beltrán |
| 2. wicemiss     | - Południowa Afryka – Tatum Keshwar |
| 3. wicemiss     | - Francja – Chloé Mortaud |
| 4. wicemiss     | - Kanada – Lena Ma |
| 5. wicemiss     | - Panama – Nadege Herrera |
| 6. wicemiss     | - Kolumbia – Daniela Ramos |
| Półfinalistki   | - Brazylia – Luciana Bertolini - Indie – Pooja Chopra - Japonia – Eruza Sasaki - Polska – Anna Jamróz - Kazachstan – Dina Nuraliyeva - Korea – Kim Joo-ri - Martynika- Ingrid Littré - Sierra Leone – Mariatu Kargbo - Wietnam – Trần Thị Hương Giang |

### Kontynentalne Królowe Piękności
| Kontynent      | Uczestniczka                        |
| -------------- | ----------------------------------- |
| Afryka         | - Południowa Afryka – Tatum Keshwar |
| Ameryki        | - Meksyk – Perla Beltrán            |
| Azja i Oceania | - Korea – Kim Joo-ri                |
| Europa         | - Gibraltar – Kaiane Aldorino       |
| Karaiby        | - Barbados – Leah Marville          |

### Minikonkursy gwarantujące miejsce w półfinale

#### Sport
Wybory Miss Sportu miały miejsce na Nelson Mandela Bay Stadium w Port Elizabeth 18 listopada 2009 r.
- Zwyciężczyni: Japonia
- 1. wicemiss: Jamajka
- 2. wicemiss: Węgry
- Finalistki: Indie, Łotwa, Wenezuela
- Półfinalistki: Australia, Gibraltar, Portoryko, Sierra Leone, Trynidad i Tobago, Urugwaj

Miss Singapuru została zastąpiona przez Miss Urugwaju po tym, jak upadła podczas finału Miss Sportu.

#### Talent
Konkurs Talentów miał miejsce w Victoria Theatre w Johannesburgu 22 listopada 2009 r.
- Zwyciężczynie (remis): Kanada, Sierra Leone
- 1. wicemiss: Korea
- 2. wicemiss: Norway
- 3. wicemiss: Australia
- Finalistki: Albania, Bahamy, Barbados, Boliwia, Bośnia i Hercegowina, Bułgaria, Gruzja, Gibraltar, Gujana, Indonezja, Liban, Mauritius, Serbia, Spain, Surinam, Tajlandia, Zimbabwe

#### Miss Plaży
Wybory Miss Plaży odbyły się na Valley of the Pools w Durbanie 25 listopada 2009 r.
- Zwyciężczyni: Gibraltar
- 1. wicemiss: Panama
- 2. wicemiss: Szkocja
- 3. wicemiss: Francja
- 4. wicemiss: Boliwia
- Finalistki: Barbados, Indonezja, Meksyk, Portoryko, RPA, Wietnam, Zimbabwe
- Półfinalistki: Chorwacja, Dominikana, Etiopia, Jamajka, Korea, Namibia, Stany Zjednoczone, Polska

#### Top Modelka
Wybory Top Modelki miały miejsce w Turbine Hall w Johannesburgu 28 listopada 2009 r. Konkurs został przeprowadzony razem z konkursem na Najlepszego Projektanta Sukienki.
- Zwyciężczyni: Meksyk
- 1. wicemiss: Wietnam
- 2. wicemiss: Martynika
- Finalistki: Barbados, Francja, Włochy, Jamajka, Malezja, Panama, Szkocja, RPA, Turcja

### Specjalne Nagrody

#### Najlepszy Projektant Sukienki
Konkurs na Najlepszego Projektanta Sukienki miał miejsce w Turbine Hall w Johannesburgu 28 listopada 2009 r. Konkurs został przeprowadzony razem z konkursem na Top Modelkę.
- Zwycięskie państwo: Sierra Leone
- 2. miejsce: RPA
- 3. miejsce: Jamajka
- Państwa finałowe: Barbados, Chiny, Francja, Włochy, Korea, Polska, Panama, Portoryko, Turcja

## Lista uczestniczek
| Państwo                    | Uczestniczka              | Wiek | Wzrost (cm) | Miasto rodzinne  |
| -------------------------- | ------------------------- | ---- | ----------- | ---------------- |
| Albania                    | Armina Mevlani            | 19   | 170         | Tirana           |
| Anglia                     | Katrina Hodge             | 22   | 170         | Tunbridge Wells  |
| Angola                     | Jesinalda Silva           | 21   | 175         | Kabinda          |
| Argentyna                  | Evelyn Lucía Manchón      | 23   | 176         | San Luis         |
| Aruba                      | Nuraisa Lispiër           | 24   | 167         | San Nicolaas     |
| Australia                  | Sophie Lavers             | 24   | 176         | Canberra         |
| Austria                    | Anna Hammel               | 22   | 170         | Linz             |
| Bahamy                     | Joanna Brown              | 18   | 180         | Grand Bahama     |
| Barbados                   | Leah Marville             | 24   | 173         | Bridgetown       |
| Belgia                     | Zeynep Sever              | 20   | 178         | Molenbeek        |
| Belize                     | Norma Leticia Lara        | 21   | 170         | San Pedro        |
| Białoruś                   | Yulia Sindzeyeva          | 22   | 178         | Maryina Horka    |
| Boliwia                    | Flavia Foianini           | 20   | 176         | Santa Cruz       |
| Bośnia i Hercegowina       | Andrea Šarac              | 18   | 176         | Gacko            |
| Botswana                   | Sumaiyah Marope           | 23   | 175         | Ramotswa         |
| Brazylia                   | Luciana Bertolini         | 24   | 176         | Belo Horizonte   |
| Bułgaria                   | Antonija Petrowa          | 25   | 180         | Pernik           |
| Chiny                      | Yu Sheng                  | 22   | 174         | Anhui            |
| Chorwacja                  | Ivana Vasilj              | 21   | 172         | Kolonia          |
| Curaçao                    | Chantalle Thomassen       | 24   | 181         | Willemstad       |
| Cypr                       | Christalla Tsiali         | 18   | 169         | Larnaka          |
| Czarnogóra                 | Marijana Pokrajac         | 22   | 179         | Podgorica        |
| Czechy                     | Aneta Vignerová           | 21   | 180         | Havirov          |
| Dania                      | Nadia Ulbjerg Pedersen    | 25   | 174         | Kopenhaga        |
| Dominikana                 | Ana Contreras             | 25   | 168         | Bayaguana        |
| Egipt                      | Samah Shalaby             | 23   | 174         | Kair             |
| Ekwador                    | Gabriela Ulloa            | 22   | 180         | Esmeraldas       |
| Etiopia                    | Lula Weldegebriel         | 20   | 177         | Addis Abeba      |
| Filipiny                   | Marie-Ann Umali           | 22   | 173         | Batangas         |
| Finlandia                  | Sanna Kankaanpää          | 24   | 173         | Turku            |
| Francja                    | Chloé Mortaud             | 20   | 180         | Bénac            |
| Ghana                      | Mawuse Appea              | 23   | 180         | Legon            |
| Gibraltar                  | Kaiane Aldorino           | 23   | 177         | Gibraltar        |
| Grecja                     | Alkisti Anyfanti          | 23   | 176         | Ateny            |
| Gruzja                     | Tsira Suknidze            | 19   | 182         | Cziatura         |
| Gujana                     | Imarah Radix              | 24   | 165         | Georgetown       |
| Gwadelupa                  | Béatrice Blaise           | 22   | 180         | Basse-Terre      |
| Gwatemala                  | Alida Boer                | 24   | 180         | Gwatemala        |
| Hiszpania                  | Carmen Laura García       | 22   | 180         | Grenada          |
| Holandia                   | Avalon-Chanel Weyzig      | 19   | 175         | Zwolle           |
| Honduras                   | Blaise Masey              | 19   | 173         | San Pedro Sula   |
| Hongkong                   | Sandy Lau                 | 23   | 160         | Hongkong         |
| Indie                      | Pooja Chopra              | 24   | 173         | Pune             |
| Indonezja                  | Karenina Sunny Halim      | 23   | 167         | Dżakarta         |
| Irlandia                   | Laura Patterson           | 19   | 176         | Derry            |
| Irlandia Północna          | Cherie Gardiner           | 18   | 182         | Bangor           |
| Islandia                   | Guðrún Dögg Rúnarsdóttir< | 18   | 184         | Akranes          |
| Izrael                     | Adi Rudnitzky             | 20   | 170         | Tel Awiw         |
| Jamajka                    | Kerrie Baylis             | 21   | 180         | Sussex           |
| Japonia                    | Eruza Sasaki              | 21   | 174         | Okinawa          |
| Kanada                     | Lena Ma                   | 22   | 179         | North York       |
| Kazachstan                 | Dina Nuraliyeva           | 24   | 172         | Szymkent         |
| Kenia                      | Fiona Konchellah          | 20   | 175         | Nairobi          |
| Kolumbia                   | Daniela Ramos             | 21   | 175         | Cali             |
| Korea                      | Kim Joo-ri                | 21   | 173         | Seul             |
| Kostaryka                  | Angie Alfaro              | 18   | 174         | Alajuela         |
| Liban                      | Martine Andraos           | 19   | 170         | Bejrut           |
| Liberia                    | Shu-rina Wiah             | 22   | 175         | Monrovia         |
| Litwa                      | Vaida Petraškaitė         | 23   | 170         | Kowno            |
| Luksemburg                 | Diana Nilles              | 22   | 180         | Walferdange      |
| Łotwa                      | Ieva Lase                 | 21   | 172         | Ryga             |
| Macedonia Północna         | Suzana Al-Salkini         | 25   | 176         | Skopje           |
| Malezja                    | Thanuja Ananthan          | 24   | 180         | Kuala Lumpur     |
| Malta                      | Shanel Debattista         | 23   | 171         | Pietà            |
| Martynika                  | Ingrid Littré             | 22   | 177         | Fort-de-France   |
| Mauritius                  | Anaïs Veerapatren         | 23   | 178         | Curepipe         |
| Meksyk                     | Perla Beltrán             | 23   | 178         | Guamúchil        |
| Mołdawia                   | Maria Bragaru             | 18   | 178         | Kiszyniów        |
| Mongolia                   | Battsetseg Batbaatar      | 24   | 177         | Ułan Bator       |
| Namibia                    | Happie Ntelamo            | 22   | 183         | Katima Mulilo    |
| Nepal                      | Zenisha Moktan            | 20   | 168         | Katmandu         |
| Niemcy                     | Stefanie Peeck            | 22   | 172         | Schwerin         |
| Nowa Zelandia              | Magdalena Schoeman        | 19   | 172         | Christchurch     |
| Nigeria                    | Glory Chuku               | 24   | 178         | Lafia            |
| Norwegia                   | Sara Skjoldnes            | 18   | 170         | Skien            |
| Panama                     | Nadege Herrera            | 23   | 182         | Panama           |
| Paragwaj                   | Tamara Sosa               | 20   | 182         | Asunción         |
| Peru                       | Claudia Carrasco          | 21   | 174         | Cuzco            |
| Polska                     | Anna Jamróz               | 21   | 179         | Rumia            |
| Portoryko                  | Jennifer Colón            | 21   | 175         | Bayamón          |
| Portugalia                 | Marta Cadilha             | 23   | 170         | Viana do Castelo |
| Południowa Afryka          | Tatum Keshwar             | 25   | 179         | Durban           |
| Rumunia                    | Loredana Violeta Salanta  | 17   | 179         | Bystrzyca        |
| Rosja                      | Ksenia Shipilova          | 18   | 175         | Kokhma           |
| Salwador                   | Elena Tedesco             | 18   | 165         | San Salvador     |
| Serbia                     | Jelena Marković           | 21   | 175         | Užice            |
| Sierra Leone               | Mariatu Kargbo            | 24   | 172         | Freetown         |
| Singapur                   | Pilar Carmelita Arlando   | 20   | 169         | Singapur         |
| Słowacja                   | Barbora Franeková         | 21   | 178         | Žilina           |
| Słowenia                   | Tina Petelin              | 24   | 180         | Maribor          |
| Sri Lanka                  | Gamya Wijayadasa          | 23   | 165         | Malabe           |
| Stany Zjednoczone          | Lisa-Marie Kohrs          | 22   | 175         | Malibu           |
| Suazi                      | Nompilo Mncina            | 23   | 178         | Mbabane          |
| Surinam                    | Zoureena Rijger           | 18   | 171         | Paramaribo       |
| Szkocja                    | Katharine Brown           | 22   | 179         | Dunblane         |
| Szwecja                    | Erica Harrison            | 19   | 178         | Djurhamn         |
| Tahiti-Polinezja Francuska | Nanihi Bambridge          | 19   | 171         | Papeete          |
| Tanzania                   | Miriam Gerald             | 22   | 172         | Mwanza           |
| Tajlandia                  | Pongchanok Kanklab        | 18   | 174         | Bangkok          |
| Trynidad i Tobago          | Ashanna Arthur            | 22   | 173         | Glencoe          |
| Turcja                     | Ebru Şam                  | 18   | 175         | Niemcy           |
| Uganda                     | Maria Namiiro             | 21   | 170         | Londyn           |
| Ukraina                    | Evgeniya Tulchevska       | 19   | 178         | Dniepropetrowsk  |
| Urugwaj                    | Claudia Vanrell           | 21   | 176         | Montevideo       |
| Walia                      | Lucy Whitehouse           | 22   | 168         | Barry            |
| Wenezuela                  | María Milagros Véliz      | 23   | 178         | Guacara          |
| Węgry                      | Orsolya Serdült           | 22   | 175         | Budapeszt        |
| Wietnam                    | Trần Thị Hương Giang      | 22   | 180         | Hải Dương        |
| Włochy                     | Alice Taticchi            | 19   | 184         | Perugia          |
| Wybrzeże Kości Słoniowej   | Rosine Gnago              | 21   | 170         | Jamusukro        |
| Zambia                     | Sekwila Mumba             | 23   | 174         | Kabwe            |
| Zimbabwe                   | Vanessa Sibanda           | 21   | 177         | Harare           |